# Kloster Ustrem

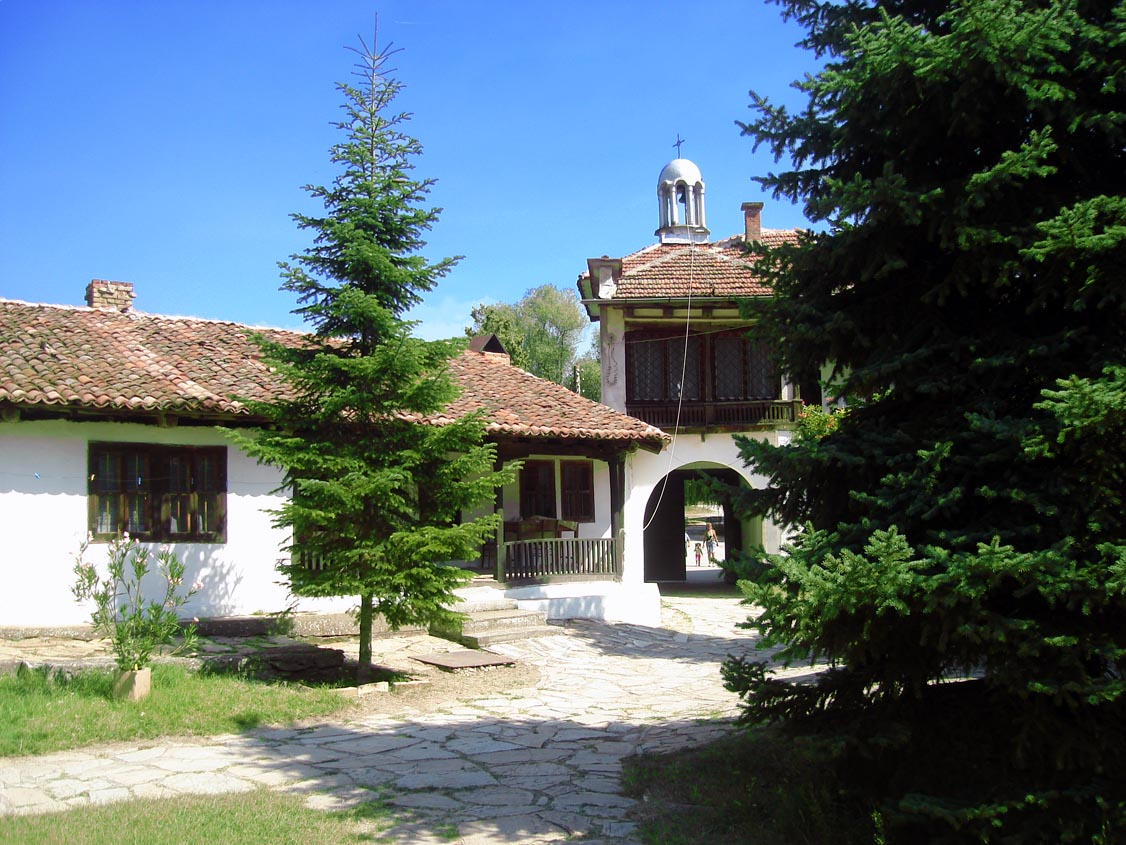
Die Klosterpforte (2008)

Das Kloster Ustrem »Hl. Dreifaltigkeit« (bulgarisch Устремски манастир »Света Троица«) ist ein Nonnenkloster im geistlichen Bezirk Topolowgrad der Diözese Sliwen der Bulgarisch-Orthodoxen Kirche. Es wurde vermutlich im 12. oder 13. Jahrhundert als Mönchskloster gegründet. Im 18. und 19. Jahrhundert stand es unter dem Schutz verschiedener bulgarischer Heiduckenverbände und ist daher auch als „Heiduckenkloster“ (Хайдушки манастир) bekannt.

## Lage
Es befindet sich ca. 12 km südöstlich der Stadt Topolowgrad (Тополовград) in der Oblast Chaskowo. Es liegt am Osthang des Sakar-Gebirges ca. 3 km nordwestlich des Dorfs Ustrem (Устрем), das bis 1934 den Namen Wakăf (Вакъф) trug. Das Kloster wird daher auch als Wakăfski-Kloster (Вакъфски Манастир) oder – in anderer Transkription – als Vakapher-Kloster bezeichnet.

## Geschichte

### Anfänge
In einem Kalksteinfelsen ca. 500 m westlich des heutigen Klosters existiert eine Höhle, die den Namen "Die alte Kirche" („Вехтата Църква“) trägt. An ihren Wänden sind Reste von Heiligenbildern sowie griechische Inschriften erhalten. Möglicherweise diente sie während des byzantinischen Bilderstreits (726–843) ikonenfreundlichen Christen als heimliche Gottesdienststätte. Einige Forscher datieren die Entstehungszeit der Fresken eher auf das 11. oder 12. Jahrhundert. Der Gründungslegende des Klosters zufolge lebte in dieser Höhle ein Ziegenhirt namens Petăr (Петър). Er bewahrte dort die Ikonen "Hl. Dreifaltigkeit" („Св. Троица“) und "Hll. Apostel Petrus und Paulus" („Св. св. апостоли Петър и Павел“) auf. Eines Nachts sah er im Traum eine Kirche auf der Wiese unterhalb der Höhle. Als er in die Kirche eintrat, kam ihm der Heilige Petrus entgegen und erklärte, dass er über die Schlüssel verfüge, Kirchen zu öffnen und zu schließen. Petăr bat ihm um einen solchen Schlüssel und versprach, eine Kirche zu bauen. Er verkaufte später seine Ziegen und errichtete, unter Beteiligung der lokalen Bevölkerung, eine Kirche. Dieser schenkte er die beiden Ikonen. Sie war den Kern für die Entstehung des späteren Klosters.
Vermutlich wurde das Kloster im 12. oder 13. Jahrhundert, also zur Zeit des Zweiten Bulgarischen Reichs, gegründet. Es war den "Hll. Apostelfürsten Petrus und Paulus" („Св. св. Първоапостоли Петър и Павел“) geweiht. Während des Vorstoßes der Osmanen im letzten Drittel des 14. Jahrhunderts nach Nord-Thrazien wurde das Kloster verwüstet. Später erfolgte der Wiederaufbau. In einem osmanischen Dokument vom Beginn des 15. Jahrhunderts fand es erste urkundliche Erwähnung.

### 18. und 19. Jahrhundert
Ende des 18. und Anfang des 19. Jahrhunderts wurde der europäische Teil des osmanischen Reichs durch innere Unruhen erschüttert. Über 20 Jahre lang überfielen marodierende Soldaten als auch Räuberbanden die Einwohner der Städte, Dörfer und Klöster im Gebiet des ehemaligen Bulgariens. Am Anfang dieser Periode wurde das Kloster schwer beschädigt. Aus einigen dieser bewaffneten Gruppen entwickelten sich Heiduckenverbände, d. h. Freischaren die gegen die Fremdherrschaft der Osmanen kämpften. Im Balkan-, Sakar- und Strandscha-Gebirge operierten verschiedene Gruppen. Ihre Wojewoden waren u. a. Christo Wojewoda (Христо войвода),  Indshe Wojewoda (Индже войвода) und sein Fahnenträger Kara Koljo (Кара Кольо) als auch Angel Wojewoda (Ангел войвода). Das Kloster stand unter ihrem Schutz und bot ihnen stets eine sichere  Zuflucht.
Christo Wojewoda zog sich 1812 vom Kampf zurück und wurde unter dem Namen Chrysanth (Хрисант) Mönch. Er stiftete sein Vermögen für den Wiederaufbau der Klosteranlage. Weitere Mittel steuerten Jahre später Indshe Wojewoda und Kara Koljo bei. Die alte Klosterkirche wurde abgerissen und durch eine neue ersetzt. Chrysanth wurde zum Igumen (Vorsteher) des Klosters gewählt und hatte dieses Amt bis zu seinem Tod 1813 inne. Das Kloster entwickelte sich zu einem wichtigen spirituellen Zentrum für die Umgegend. Während einer Epidemie im Jahr 1818 strömten hilfesuchende Menschen in das Kloster. Die Genesenen spendeten Mittel, die es den Mönchen ermöglichten, den Ost- und den Westflügel, eine Klosterküche (Magerniza, магерница) sowie eine Scheune zu erbauen. Im Russisch-Osmanischen Krieg 1828–1829 wurde das Kloster erneut teilweise zerstört. Dem fiel auch die Bibliothek zum Opfer. 1836 stürzte die Klosterkirche ein. An ihrer Stelle wurde die neue Kirche »Hl. Dreifaltigkeit« (»Св. Троица«) errichtet.
1857 erfolgte die Wahl des Mönchs Nikandri (Никандри) aus den Dorf Wakăf zum Igumen. Seine Amtszeit war durch den Bulgarisch-griechischen Kirchenkampf überschattet. Am 28. Februar 1870 stellte Sultan Abdülaziz mit dem Ferman zur Errichtung des Bulgarischen Exarchats die bulgarische Kirchenorganisation wieder her. Dennoch verblieb das Kloster unter der Oberhoheit des griechisch dominierten Ökumenischen Patriarchats von Konstantinopel. Am 29. Juni 1870 wurde Nikandri aus dem Amt gedrängt und siedelte nach Athos über. Als neuen Igumen wählte man den griechischen Mönch Andon. Erst 1898 wurde das Kloster auf Drängen von bulgarischen Bürgermeistern, Priestern und Kirchenvorständen an die Bulgarisch-Orthodoxe Kirche übergeben.

### 20. Jahrhundert
Am 16. Augustjul. / 29. August 1909greg. erfolgte die Umwandlung in ein Nonnenkloster. Daraufhin kamen 50 Nonnen aus dem Kloster »Hl. Theodor Studites« (»Св. Теодор Студит«) beim Dorf Soğucak (Соуджак) (ab 1934 Studena, Студена) im Sakar-Gebirge in das Kloster »Hl. Dreifaltigkeit«. Die erste Igumeni (Klostervorsteherin) war Eupraxia (Евпраксиа). Sie unternahm mehrere Reisen durch Bulgarien und nach Russland. Mit den gesammelten Spendengeldern gelang es ihr, die finanzielle Lage des Klosters zu stabilisieren. Eupraxia starb am 21. Märzjul. / 3. April 1910greg..
Im Jahre 1951 kam es zu einem Brand, bei dem ein Teil der Gebäude im östlichen und nördlichen Flügel zerstört wurden. Diese Bereiche sind später wieder aufgebaut worden. Das Kloster ist als nationales Kulturdenkmal anerkannt. 1971 wurde der Umgebung des Klosters der Status eines Naturdenkmals zugewiesen. Das Kloster bietet Übernachtungsmöglichkeiten für Pilger und Besucher.

## Kunst und Architektur

### Klosterhof

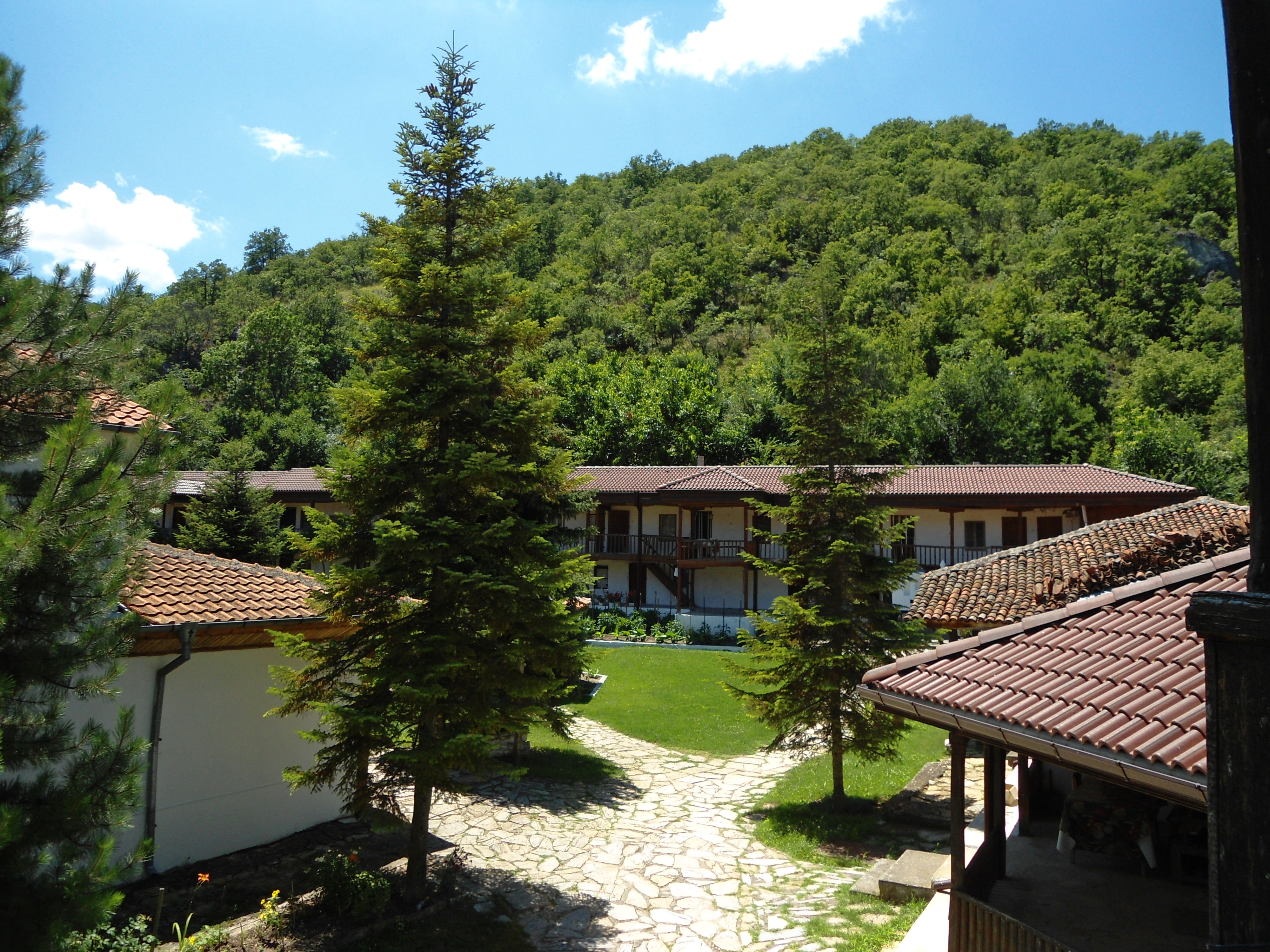
Klosterhof (2014)

Der Klosterhof hat die Form eines unregelmäßigen Trapezes. Er ist im Norden, im Westen und im Osten von Wohn- und Wirtschaftsgebäuden umgeben. Die mit einem Glockenturm versehene Klosterpforte befindet sich im Nordflügel der Anlage. Die Wohngebäude sind zweistöckig ausgeführt und mit offenen Galerien versehen. Auf der Westseite des Hofs liegt die geostete Klosterkirche.

### Kirche »Hl. Dreifaltigkeit«
Die Klosterkirche ist eine dreischiffige, kuppellose Kirche mit einer Apsis und einer Vorhalle (Narthex). Sie entstand 1836 durch Erweiterung des Grundrisses der einschiffigen Kirche »Hll. Petrus und Paulus«. Für den Lichteinfall sorgen zwei übereinander angeordnete Fensterreihen. Die Fenster in der unteren Reihe sind breit, die Oberlichter schmal ausgeführt. Der neue Ikonostas wurde nach dem Modell des alten angefertigt. Das Kircheninnere ist in weiß gehalten. Die Wände sind mit Ikonen geschmückt. Neben Ikonen aus der Zeit der Bulgarischen Wiedergeburt werden in der Kirche ein silberner Kelch aus dem Jahr 1779 sowie frühe Drucke verwahrt. Unterhalb des Altars liegt das ehemalige Versteck für Heiducken. In der Krypta befindet sich ein Beinhaus. Der Grabstein von Igumen Chrysanth ist im Narthex erhalten. Die Kirche zählt zu den größten Klosterkirchen Bulgariens.

## Patronatsfest
Das Patronatsfest des Klosters ist das orthodoxe Pfingstfest. Es wird jedes Jahr mit einem Festgottesdienst und einem zweitägigen Volksfest (Народен Събор »Св. Троица«) begangen. Dazu gehören ein Festival mit Folkloregruppen aus Südost-Thrazien und ein internationales Turnier im Ringkampf. Jährlich zieht es rund 100.000 Besucher an.